# توم موراي (مجدف)
توم موراي (بالإنجليزية: Tom Murray) هو مجدف أمريكي، ولد في 20 يناير 1969 في بوفالو في الولايات المتحدة.

## وصلات خارجية
- توم موراي على موقع الاتحاد الدولي للتجديف (الإنجليزية)
- توم موراي على موقع اللجنة الأولمبية الدولية (الإنجليزية)
- توم موراي على موقع أوليمبيديا (الإنجليزية)